# Hematologia
Hematologia (od gr. haima „krew”) – priorytetowa dziedzina kliniczna medycyny zajmująca się diagnostyką i leczeniem nowotworowych i nienowotworowych chorób krwi i układu krwiotwórczego, a także zaburzeń krwi występujących w pierwotnych schorzeniach innych narządów; również dziedzina naukowa zajmująca się badaniami krwi i układu krwiotwórczego w stanach zdrowia i choroby. W Polsce konsultantem krajowym hematologii od 25 marca 2019 jest prof. dr hab. n. med. Ewa Lech-Marańda.
Hematologia wyodrębniła się w 2. połowie XX wieku, co było związane z rozwojem wiedzy o krwi i narządach krwiotwórczych. W miarę poszerzania wiedzy na temat poszczególnych zagadnień hematologicznych nastąpiła dalsza specjalizacja. Powstała transfuzjologia, zajmująca się przetaczaniem krwi i preparatów krwiopochodnych, a także immunologia oraz serologia zajmujące się odpornością i schorzeniami z nią związanymi. Następuje stały postęp w hematologii związany z rozwojem nauk podstawowych i prowadzeniem badań klinicznych, szczególnie z zakresu immunologii, biochemii i medycyny molekularnej.

## Historia
Ważne odkrycia w historii hematologii:
| Data              | Wydarzenie                                                                     | Badacz                             |
| ----------------- | ------------------------------------------------------------------------------ | ---------------------------------- |
| 1642              | odkrycie erytrocytów                                                           | Antonie van Leeuwenhoek            |
| 1842              | odkrycie trombocytów                                                           | Alexandre Donne                    |
| 1901              | odkrycie grup krwi                                                             | Karl Landsteiner                   |
| 1910              | pierwszy opis anemii sierpowatej                                               |                                    |
| 1925              | pierwszy opis talasemii                                                        | Thomas Cooley                      |
| 1938              | opis niedokrwistości Diamonda i Blackfana                                      |                                    |
| 1940              | opis odkrycie czynnika Rh                                                      | Karl Landsteiner, Alexander Wiener |
| 1945              | odczyn antyglobulinowy Coombsa                                                 |                                    |
| 1945              | użycie krioprecypitatu do leczenia hemofilii                                   |                                    |
| 1961              | zastosowanie koncentratów płytkowych do leczenia krwawień w małopłytkowościach |                                    |
| 1972              | zastosowanie aferezy do ekstrakcji składnika komórkowego krwi                  |                                    |
| lata 90. XX wieku | upowszechnienie rekombinowanych ludzkich czynników krzepnięcia                 |                                    |
| lata 90. XX wieku | zastosowanie czynników wzrostowych w hematologii                               |                                    |